# Leysdown-on-Sea
Leysdown-on-Sea est une paroisse civile et un village du Kent, en Angleterre.